# The 69 Eyes
The 69 Eyes je finská gothic rocková skupina, která vznikla v roce 1989 v Helsinkách.
Původní styl skupiny zasahoval do industriálního a glam rocku, její gothic rockový až gothic metalový zvuk přišel až v roce 1999 na albu Wasting the Dawn. V roce 2000 získali The 69 Eyes zlatou desku za album Blessed Be. V roce 2002 vydali velmi úspěšnou desku Paris Kills. O rok později vyšlo kompilační album Framed in Blood a další řadové studiové album Devils bylo vydáno v roce 2004. Po třech letech v roce 2007 bylo představeno album Angels.

## Členové

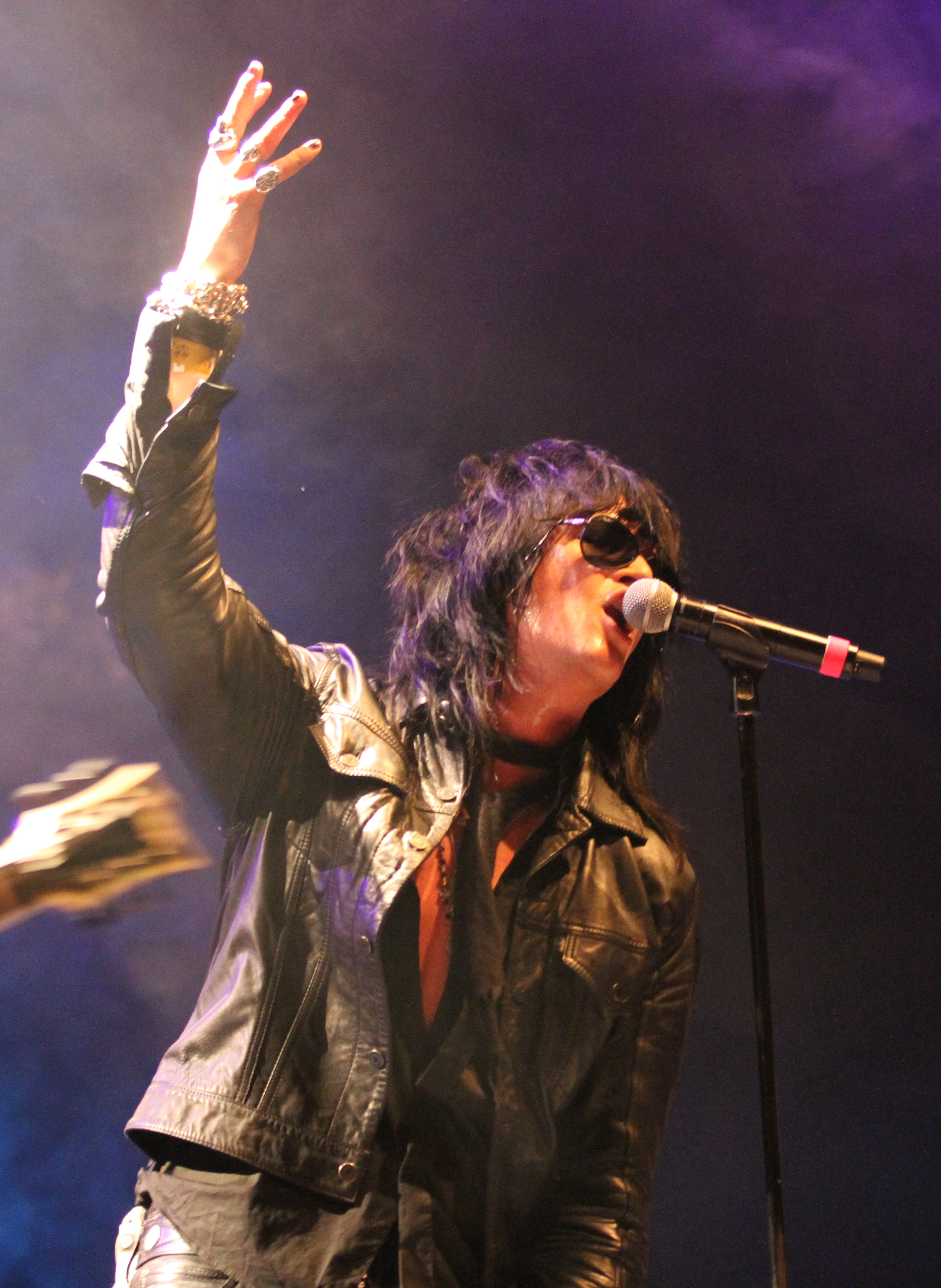
Jurki 69 (Wave-Gotik-Treffen, 2013)

- Jyrki 69 (Jyrki Pekka Emil Linnankivi) – zpěv, skladatel
- Bazie (Pasi Moilanen) – kytara, hudba, zpěv
- Timo-Timo (Timo Tapio Pitkänen) – kytara
- Archzie (Arto Väinö Ensio Ojajärvi) – basa, zpěv
- Jussi 69 (Jussi Heikki Tapio Vuori) – bicí

## Diskografie
- Bump 'n' Grind (1992)
- Motor City Resurrection (1994)
- Savage Garden (1995)
- Wrap Your Troubles in Dreams (1997)
- Wasting the Dawn (1999)
- Blessed Be (2000)
- Paris Kills (2002)
- Devils (2004)
- Angels (2007)
- Back in Blood (2009)
- X (2012)
- Universal Monsters (2016)
- West End (2019)
- Death of Darkness' (2023)